# Leonardo di Francesco di Lazzaro Malatesta
Pour les articles homonymes, voir Malatesta.
Leonardo di Francesco di Lazzaro Malatesta (né v. 1483 - mort après 1518) est un peintre italien du début du XVIe siècle.
Il est aussi connu  comme Leonardo da Pistoia. 

## Sources
- Le Bénézit précise qu'il ne doit pas être confondu avec Leonardo da Pistoia (né Leonardo Grazia) (1542 - v. 1548).